# Красная Туросна
Красная Туросна — поселок на левом берегу реки Туросна в Клинцовском районе Брянской области, в составе Гулёвского сельского поселения.

## География
Находится  на левом берегу реки Туросна в западной части Брянской области на расстоянии приблизительно 8 км на юг-юго-запад по прямой от железнодорожного вокзала станции Клинцы у железнодорожной линии Клинцы-Новозыбков.

## История
Известен с 1930-х годов. На карте 1941 года отмечен как поселение с 21 двором.

## Население
Численность населения: 22 человек (2002), 11 человек (2010), 8 человек (2013), 1 человек (2016), 1 человек (2017).
Будет упразднен как фактически не существующий в связи с переселением всех жителей на постоянное место жительства в другие населённые пункты.